# 100 mètres haies aux championnats du monde d'athlétisme 2023
Pour des articles plus généraux, voir Championnats du monde d'athlétisme 2023 et 100 mètres haies aux championnats du monde d'athlétisme.
Navigation
Eugene 2022 Tokyo 2025
L'épreuve du 100 mètres haies des championnats du monde de 2023 se déroule du 22 au 24 août 2023 au sein du Centre national d'athlétisme à Budapest, en Hongrie.

## Qualification
La période de qualification est comprise entre le 31 juillet 2022 et le 30 juillet 2023. Le minima de qualification est fixé à 12 s 78.

## Résultats

### Séries
Les 4 premières de chaque série (Q) et les 4 meilleurs temps (q) se qualifient pour les demi-finales.
| Rang | Série | Athlète                | Pays           | Temps | Notes |
| ---- | ----- | ---------------------- | -------------- | ----- | ----- |
| 1    | 3     | Kendra Harrison        | États-Unis     | 12.24 | Q, WL |
| 2    | 3     | Devynne Charlton       | Bahamas        | 12.44 | Q, NR |
| 3    | 5     | Tobi Amusan            | Nigeria        | 12.48 | Q     |
| 4    | 4     | Jasmine Camacho-Quinn  | Porto Rico     | 12.50 | Q     |
| 5    | 5     | Megan Tapper           | Jamaïque       | 12.51 | Q     |
| 6    | 3     | Danielle Williams      | Jamaïque       | 12.51 | Q, SB |
| 7    | 2     | Nia Ali                | États-Unis     | 12.55 | Q     |
| 8    | 1     | Ackera Nugent          | Jamaïque       | 12.60 | Q     |
| 9    | 1     | Masai Russell          | États-Unis     | 12.60 | Q     |
| 10   | 2     | Pia Skrzyszowska       | Pologne        | 12.65 | Q     |
| 11   | 4     | Nadine Visser          | Pays-Bas       | 12.68 | Q     |
| 12   | 1     | Sarah Lavin            | Irlande        | 12.69 | Q     |
| 13   | 4     | Ditaji Kambundji       | Suisse         | 12.71 | Q     |
| 14   | 1     | Cyréna Samba-Mayela    | France         | 12.71 | Q     |
| 15   | 2     | Marione Fourie         | Afrique du Sud | 12.71 | Q     |
| 15   | 2     | Luca Kozák             | Hongrie        | 12.71 | Q, SB |
| 15   | 5     | Michelle Jenneke       | Australie      | 12.71 | Q     |
| 18   | 3     | Cindy Sember           | Royaume-Uni    | 12.83 | Q, SB |
| 19   | 1     | Mette Graversgaard     | Danemark       | 12.87 | q     |
| 20   | 1     | Michelle Harrison      | Canada         | 12.88 | q     |
| 21   | 5     | Natalia Christofi      | Chypre         | 12.90 | Q     |
| 22   | 4     | Celeste Mucci          | Australie      | 12.90 | Q     |
| 23   | 3     | Reetta Hurske          | Finlande       | 12.92 | q     |
| 24   | 5     | Maayke Tjin A-Lim      | Pays-Bas       | 12.92 | q     |
| 25   | 4     | Laëticia Bapté         | France         | 12.93 |       |
| 26   | 5     | Ebony Morrison         | Liberia        | 12.93 |       |
| 27   | 3     | Anna Tóth              | Hongrie        | 12.95 |       |
| 28   | 4     | Mariam Abdul-Rashid    | Canada         | 13.04 |       |
| 29   | 4     | Jyothi Yarraji         | Inde           | 13.05 |       |
| 30   | 3     | Taylon Bieldt          | Afrique du Sud | 13.05 |       |
| 31   | 3     | Hannah Jones           | Australie      | 13.05 |       |
| 32   | 1     | Gréta Kerekes          | Hongrie        | 13.09 |       |
| 33   | 2     | Lotta Harala           | Finlande       | 13.11 |       |
| 34   | 5     | Yumi Tanaka            | Japon          | 13.12 |       |
| 35   | 5     | Nika Glojnarič         | Slovénie       | 13.13 |       |
| 36   | 2     | Asuka Terada           | Japon          | 13.15 |       |
| 37   | 2     | Sidonie Fiadanantsoa   | Madagascar     | 13.18 |       |
| 38   | 4     | Klaudia Siciarz        | Pologne        | 13.25 |       |
| 39   | 1     | Masumi Aoki            | Japon          | 13.26 |       |
| 40   | 2     | Viktória Forster       | Slovaquie      | 13.47 |       |
| 41   | 3     | Dina Aulia             | Indonésie      | 13.54 |       |
| 42   | 2     | Caroline de Melo Tomaz | Brésil         | 13.59 |       |
| 43   | 4     | Naomi Akakpo           | Togo           | 13.96 |       |

### Demi-finales
Les 2 premières de chaque série (Q) et les 2 meilleurs temps (q) se qualifient pour les demi-finales.
| Rang | Série | Athlète               | Pays           | Temps | Notes |
| ---- | ----- | --------------------- | -------------- | ----- | ----- |
| 1    | 1     | Kendra Harrison       | États-Unis     | 12.33 | Q     |
| 2    | 3     | Jasmine Camacho-Quinn | Porto Rico     | 12.41 | Q     |
| 3    | 1     | Devynne Charlton      | Bahamas        | 12.49 | Q     |
| 4    | 3     | Nia Ali               | États-Unis     | 12.49 | Q     |
| 5    | 3     | Danielle Williams     | Jamaïque       | 12.50 | q, SB |
| 6    | 1     | Ditaji Kambundji      | Suisse         | 12.50 | q     |
| 7    | 1     | Megan Tapper          | Jamaïque       | 12.55 |       |
| 8    | 2     | Tobi Amusan           | Nigeria        | 12.56 | Q     |
| 9    | 2     | Ackera Nugent         | Jamaïque       | 12.60 | Q     |
| 10   | 1     | Nadine Visser         | Pays-Bas       | 12.62 | SB    |
| 11   | 1     | Sarah Lavin           | Irlande        | 12.62 | NR    |
| 12   | 3     | Pia Skrzyszowska      | Pologne        | 12.71 |       |
| 13   | 3     | Luca Kozák            | Hongrie        | 12.73 |       |
| 14   | 3     | Michelle Jenneke      | Australie      | 12.80 |       |
| 15   | 3     | Marione Fourie        | Afrique du Sud | 12.89 |       |
| 16   | 3     | Mette Graversgaard    | Danemark       | 12.94 |       |
| 17   | 2     | Cyréna Samba-Mayela   | France         | 12.95 |       |
| 18   | 1     | Cindy Sember          | Royaume-Uni    | 12.97 |       |
| 19   | 2     | Celeste Mucci         | Australie      | 12.97 |       |
| 20   | 3     | Michelle Harrison     | Canada         | 13.05 |       |
| 21   | 2     | Reetta Hurske         | Finlande       | 13.05 |       |
| 22   | 1     | Maayke Tjin A-Lim     | Pays-Bas       | 13.05 |       |
| 23   | 1     | Natalia Christofi     | Chypre         | 13.15 |       |
|      | 2     | Masai Russell         | États-Unis     | DNF   | DNF   |

### Finale
| Rang               | Couloir | Athlète               | Pays       | Temps   | Notes |
| ------------------ | ------- | --------------------- | ---------- | ------- | ----- |
| Médaille d'or      | 2       | Danielle Williams     | Jamaïque   | 12 s 43 | SB    |
| Médaille d'argent  | 7       | Jasmine Camacho-Quinn | Porto Rico | 12 s 44 |       |
| Médaille de bronze | 4       | Kendra Harrison       | États-Unis | 12 s 46 |       |
| 4                  | 6       | Devynne Charlton      | Bahamas    | 12 s 52 |       |
| 5                  | 8       | Ackera Nugent         | Jamaïque   | 12 s 61 |       |
| 6                  | 5       | Tobi Amusan           | Nigeria    | 12 s 62 |       |
| 7                  | 9       | Ditaji Kambundji      | Suisse     | 12 s 70 |       |
| 8                  | 3       | Nia Ali               | États-Unis | 12 s 78 |       |

## Légende
Records et Performances
- AR : Record continental (area record)
- CR : Record des championnats (championship record)
- MR : Record du meeting (meet record)
- NR : Record national (national record)
- OR : Record olympique (olympic record)
- PR : Record paralympique (paralympic record)
- PB : Record personnel (personal best)
- SB : Meilleure performance personnelle de la saison (season's best)
- WL : Meilleure performance mondiale de l'année (world leader)
- WJR : Record du monde junior (world junior record)
- WR : Record du monde (world record)

Circonstances et Conditions
- DNF : N'a pas terminé (did not finish)
- DNS : N'a pas pris le départ (did not start)
- DQ : Disqualification (disqualification)
- NM : Aucun essai valable enregistré (No Mark)
- Q : Qualifié « directement » au prochain tour (ou à la prochaine compétition), lors d'une compétition majeure, grâce au classement ou à la réalisation des minima (automatic qualifier)
- q : Qualifié au prochain tour (ou à la prochaine compétition), lors d'une compétition majeure, grâce au repêchage ou à la réalisation de l'une des meilleures performances parmi celles des « non qualifiés directement » (grâce au meilleur temps ou à la meilleure distance par exemple) (secondary qualifier)